# Efecto pelicular

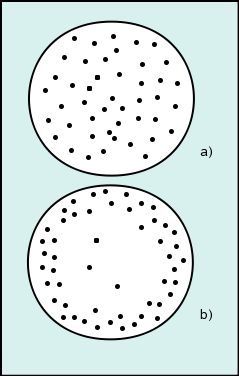
Distribución de la densidad de corriente en un conductor macizo cuando es recorrido por: a) corriente continua (DC) y b) corriente alterna (AC).

Distribución del flujo de corriente en un conductor cilíndrico, mostrándose en su sección transversal. Para corriente alterna, la mayoría de la corriente eléctrica (63%) fluye entre la superficie y la profundidad de la piel, δ, dependiendo de la frecuencia de la corriente y de las propiedades eléctricas y magnéticas del conductor.

En corriente continua, la densidad de corriente es similar en todo el conductor (figura a), pero en corriente alterna se observa que hay una mayor densidad de corriente en la superficie que en el centro (figura b). Este fenómeno se conoce como efecto pelicular, efecto Kelvin o efecto skin. Este fenómeno hace que la resistencia efectiva o de corriente alterna sea mayor que la resistencia óhmica de corriente continua. Este efecto es el causante de la variación de la resistencia eléctrica, en corriente alterna, de un conductor debido a la variación de la frecuencia de la corriente eléctrica que circula por este.
El efecto pelicular se debe a que la variación del campo magnético, {\displaystyle {d\Phi  \over dt}},  es mayor en el centro, lo que da lugar a una reactancia inductiva mayor, y, debido a ello, a una intensidad menor en el centro del conductor y mayor en la periferia. 
Este efecto es apreciable en conductores de grandes secciones, especialmente si son macizos. Aumenta con la frecuencia, en aquellos conductores con cubierta metálica o si están arrollados en un núcleo ferromagnético o huecos.
En frecuencias altas los electrones tienden a circular por la zona más externa del conductor, en forma de corona, en vez de hacerlo por toda su sección, con lo que, de hecho, disminuye la sección efectiva por la que circulan estos electrones aumentando la resistencia del conductor.
Este fenómeno es muy perjudicial en las líneas de transmisión que conectan dispositivos de alta frecuencia (por ejemplo un transmisor de radio con su antena).  Si la potencia es elevada se producirá una gran pérdida en la línea debido a la disipación de energía en la resistencia de la misma.
También es muy negativo en el comportamiento de bobinas y transformadores para altas frecuencias, debido a que perjudica al factor Q de los circuitos resonantes al aumentar la resistencia respecto a la reactancia. 
Una forma de mitigar este efecto es la utilización en las líneas y en los inductores del denominado hilo de Litz, consistente en un cable formado por muchos conductores de pequeña sección aislados unos de otros y unidos solo en los extremos. De esta forma se consigue un aumento de la zona de conducción efectiva.
El efecto fue descrito por primera vez en un artículo de Horace Lamb en 1883 para el caso de conductores esféricos, y fue generalizado a conductores de cualquier forma por Oliver Heaviside en 1885. 

## Cálculo de la profundidad superficial
Se define la profundidad superficial de los conductores como el área efectiva por la que circula corriente en el conductor. Depende de la frecuencia, permeabilidad magnética y conductividad del material; se da en metros.

{\displaystyle \delta ={\sqrt {2 \over {\omega \mu \sigma }}}}

- Datos: Q664150
- Multimedia: Skin effect / Q664150